# Andreea Isărescu
Andreea Isărescu (* 3. Juli 1984 in Bukarest) ist eine ehemalige rumänische Kunstturnerin.
Isărescu begann im Alter von sechs Jahren beim CSȘ 2 București mit dem Turnen. Dort wurde ihr Talent erkannt und man empfahl ihr den Wechsel auf das Sportinternat in Onești. 1996 wurde sie in die Juniorennationalmannschaft berufen und bei den Junioren-Europameisterschaften 1998 gewann sie vier Medaillen, Gold am Boden und Silber im Mehrkampf, im Sprung und mit der Mannschaft.
1999 startete sie bei den Turn-Weltmeisterschaften und wurde mit der rumänischen Mannschaft Weltmeisterin. Bei den Turn-Europameisterschaften 2000 wurde Isărescu Vierte am Stufenbarren und gewann Bronze mit der Mannschaft. Im selben Jahr nahm sie an den Olympischen Spielen in Sydney teil. Mit Simona Amânar, Loredana Boboc, Maria Olaru, Claudia Presăcan und Andreea Răducan gewann sie im Mannschaftswettbewerb die Goldmedaille.
Aufgrund einer Knieverletzung beendete Andreea Isărescu 2001 im Alter von nur 16 Jahren ihre Leistungssportkarriere. Sie beendete die Schule in Onești, absolvierte die Nationale Akademie für Leibeserziehung und Sport in Bukarest und wurde Fitness-Trainerin.